# Mott the Hoople Live
Mott the Hoople Live är ett musikalbum av Mott the Hoople som lanserades i november 1974, sammanställt från två konserter med gruppen. Förutom de två hitlåtarna "All the Way from Memphis" och "All the Young Dudes" innehåller skivan inte så många välkända låtar av gruppen, utan mer okända låtar som de två b-sidorna från singlar; "Rest in Peace" och "Rosie". 2004 gavs en 30-årsjubileumsutgåva av albumet ut som då hade utökats till två cd-skivor musik, där de båda konserterna återgavs i sin helhet på varsin skiva.

## Låtlista
1. "All the Way from Memphis" - 5:05
2. "Sucker" - 6:06
3. "Rest in Peace" - 5:57
4. "All the Young Dudes" - 3:49
5. "Walkin' With a Mountain" - 5:02
6. "Sweet Angeline" - 7:03
7. "Rose" - 4:46
8. "Jerkin' Crocus/One of the Boys/Rock & Roll Queen/Get Back/Whole Lotta Shakin' Goin On/Violence" (medley) - 16:00

## Listplaceringar
- Billboard 200, USA: #23[1]
- UK Albums Chart, Storbritannien: #32[2]
- Kvällstoppen, Sverige: #8[3]